# 簡諧運動
简谐运动，或稱简谐振动、谐振、SHM（Simple Harmonic Motion），即是最基本也是最简单的一种机械振动。当某物体进行简谐运动时，物体所受的力（或物体的加速度）的大小与位移的大小成正比，并且物体总是朝平衡位置移動。简谐运动時產生的振蕩可以用正弦曲线来表示，并且如果不受摩擦或能量耗散的影响，振荡将无限持续下去。
如果用{\displaystyle F}表示物体受到的回復力，用{\displaystyle x}表示物体对于平衡位置的位移，根据胡克定律，{\displaystyle F}和{\displaystyle x}成正比，它们之间的关系可用下式来表示：
{\displaystyle F=-kx}
式中的{\displaystyle k}是回复力与位移成正比的比例系数；负号的意思是：回复力的方向总跟物体位移的方向相反。
根据牛顿第二定律「{\displaystyle F=ma}」当物体质量一定时，运动物体的加速度总跟物体所受合力的大小成正比，跟合力的方向相同，且系統的機械能守恆。

## 动力学方程

同一简谐运动在实空间和相空间的不同显示。轨道 (动力学)是周期性的。（为使两图一致，这里的速度轴和位置轴与标准惯例相反）

对于一维的简谐振动，其动力学方程是二阶微分方程，可由牛顿第二运动定律得到
{\displaystyle F=ma=m{\frac {\mathrm {d} ^{2}x}{\mathrm {d} t^{2}}}=m{\ddot {x}}}
回复力又可表示为{\displaystyle F=-kx}
所以有{\displaystyle {\ddot {x}}+{\frac {k}{m}}x=0}
求解上述方程，得到的解含有正弦函数
{\displaystyle x(t)=c_{1}\cos \left(\omega t\right)+c_{2}\sin \left(\omega t\right)=A\cos \left(\omega t-\varphi \right)}，其中
{\displaystyle \omega ={\sqrt {\frac {k}{m}}},}
{\displaystyle A={\sqrt {{c_{1}}^{2}+{c_{2}}^{2}}},}
{\displaystyle \tan \varphi =\left({\frac {c_{2}}{c_{1}}}\right),}
{\displaystyle c_{1}}，{\displaystyle c_{2}}是由初始条件决定的常数。取平衡位置为原点，每项都有物理意义：{\displaystyle A}是振幅，{\displaystyle \omega =2\pi f}是角频率，
加速度可以作为时间的函数得到
{\displaystyle v(t)={\frac {\mathrm {d} x}{\mathrm {d} t}}=-A\omega \sin(\omega t-\varphi )}
{\displaystyle v_{max}=\omega A}（在平衡位置）
{\displaystyle a(t)={\frac {\mathrm {d} ^{2}x}{\mathrm {d} t^{2}}}=-A\omega ^{2}\cos(\omega t-\varphi )}
{\displaystyle a_{max}=\omega ^{2}A}（在最大位移处）
加速度也可以通过位移的函数得到
{\displaystyle a(x)=-\omega ^{2}x\!}。
因为 {\displaystyle \omega =2\pi f}，
{\displaystyle f={\frac {1}{2\pi }}{\sqrt {\frac {k}{m}}}}，
又因为周期 {\displaystyle T={\frac {1}{f}}}，所以：{\displaystyle T=2\pi {\sqrt {\frac {m}{k}}}}。
以上方程说明了简谐振动具有等时性，即一个做简谐振动的质点运动周期和振幅以及相位无关。:163

## 线性回复力
在运动过程中，物体所受力的大小与它的位移的大小成正比，而力的方向与位移的方向相反。具有这种性质的力称为线性回复力。

## 彈簧
将一个有孔小球体与一个弹簧连在一在运动过程中，物体所受力的大小与它的位移的大小成正比，而力的方向与位移的方向相反。具有这种性质的力称为线性回复力。平杆穿入小球体，使球体可以在水平杆上左右滑动，而球体与水平杆的摩擦力小得可以忽略不计。将弹簧的一端固定住，弹簧的整体质量要比球体质量小得多，这样弹簧本身质量也可以忽略不计。这个系统便是一个弹簧振子。
弹簧振子系统在平衡状态下，弹簧没有形变，振子（小球体）在平衡位置保持静止。若把振子拉过平衡位置，到达最大幅度，再松开，弹簧则会将振子向平衡位置收回。在收回的过程中，弹簧的势能转换为振子的动能，势能在降低的同时，动能在增加。当振子到达平衡位置时，振子所积累的动能又迫使振子越过平衡位置，继续向同样的方向移动。但因已越过弹簧振子系统的平衡位置，所以这时弹簧开始对振子向相反方向施加力。动能转作势能，动能降低，势能上升，直至到达离平衡位置最大幅度的距离。这时振子所有的动能被转化为势能，振子速度为零，停止运动。势能又迫使振子移回平衡位置，在移动过程中，势能转为动能，因而再次越过平衡位置，重复这个过程。在没有任何其他力影响的完美的条件下，这个弹簧振子系统会在两个最大幅度点间不停地做往返运动。彈簧振子的固有週期和固有頻率與彈簧彈力係數和振子質量有關，與振幅大小無關。

## 振幅、週期和频率
1.振幅
振幅{\displaystyle A}代表质点偏离中心（平衡位置）的最大距离，它正比于{\displaystyle {\sqrt {E}}}，即它的平方正比于系统的机械能E。
2.角频率
角频率：{\displaystyle \omega =2\pi f}, 频率f为周期T的倒数。
其中{\displaystyle \omega ={\sqrt {\frac {k}{m}}}}。推导过程：
{\displaystyle x=A\cos({\omega t+\phi })}
对于时间t求导， {\displaystyle v=-A\omega \sin({\omega t+\phi })}
再关于时间t求导，{\displaystyle a=-A\omega ^{2}\cos({\omega t+\phi })}
由牛顿第二定律得{\displaystyle a={\frac {F}{m}}={\frac {-kx}{m}}={\frac {-A\cos({\omega t+\phi })k}{m}}}
两式联立得{\displaystyle \omega ={\sqrt {\frac {k}{m}}}}。
下图為簡諧運動的圖像，表示的是振動物體的位移隨時間變化的規律。是一條正弦或餘弦曲綫。

這個運動是假設在沒有能量損失引致阻尼的情況而發生。振幅描繪了振動的強弱，是標量，大小為最大位移的大小，質點在一次全振動過程中通過的路程等於4倍振幅。完成一次全振動的时间叫週期，單位時間內完成全振動的次数叫頻率，週期和頻率描繪了振動的快慢。

## 简谐振动的判定
1. 如果一个质点在运动中所受的合外力是一个简谐力
{\displaystyle F=-kx}
即合外力的大小与位移成正比且方向相反，那么我们称这个质点的运动是简谐振动。在弹簧振子模型中，比例系数{\displaystyle k}即为弹簧系数，或称倔强系数（劲度系数）。
2. 如果一个质点的运动方程有如下形式
{\displaystyle x=A\cos {(\omega t+\phi )}}
即，质点的位移随时间的变化是一个简谐函数，显然此质点的运动为简谐振动。
3. 如果一个质点的动力学方程可以写成
{\displaystyle {\frac {\mathrm {d} ^{2}x}{\mathrm {d} t^{2}}}+\omega ^{2}x=0}
其中{\displaystyle \omega ^{2}}为正的实数。则质点的运动是一个简谐振动
4. 如果质点在运动过程中具有形式为{\displaystyle ({\frac {1}{2}}kx^{2})}的彈力势能，且
{\displaystyle {\frac {1}{2}}mv^{2}+{\frac {1}{2}}kx^{2}=E}
则质点的运动为简谐振动

应该说明：
1. 以上各判定方法是完全等价的；
2. 以上各表达式中的{\displaystyle x}既可以是线量（线位移），又可以是角量（角位移），相应的，速度可以为线速度和角速度，对应的加速度是线加速度和角加速度。

## 例子

### 弹簧
把质量为{\displaystyle M}的物体悬挂在彈力常數为k的弹簧的底端，则物体将进行简谐运动，其方程为：
{\displaystyle \omega =2\pi f={\sqrt {\frac {k}{M}}}.\,}
如果要计算它的周期，可以用以下的公式：
{\displaystyle T={\frac {1}{f}}=2\pi {\sqrt {\frac {M}{k}}}}。
总能量是常数，由方程{\displaystyle E={\frac {kA^{2}}{2}}}给出。

### 等速率圆周運動
等速率圆周運動的一维投影是簡諧運動。如果物體以{\displaystyle \omega }的角速率沿着半徑为{\displaystyle R}的圆移動，则它在x軸、y軸或任意一條直徑上的投影會是簡諧運動，其振幅为{\displaystyle R}，角速率为{\displaystyle \omega }。

### 单摆
在偏角不太大的情况（一般認為小於5°）下，单摆的运动可以近似地视为简谐运动。如果单摆的长度为{\displaystyle \ell }，重力加速度为{\displaystyle g}，则周期为：
{\displaystyle T=2\pi {\sqrt {\frac {\ell }{g}}}}
这个公式仅当偏角很小时才成立，因为角加速度的表达式是与位置的正弦成正比的：
{\displaystyle \ell mg\sin(\theta )=I\alpha }
其中I是转动惯量，在这种情况下{\displaystyle I=m\ell ^{2}}。当{\displaystyle \theta }很小时，{\displaystyle \sin(\theta )\approx \theta }，因此上式变为：
{\displaystyle \ell mg\theta =I\alpha }
这使得角加速度与{\displaystyle \theta }成正比，满足了简谐运动的定义。單擺的回復力是擺球的重力沿運動方向的分力。:165

## 参阅
- 平移运动
- 匀速运动
- 平抛运动
- 曲线运动